# Schnellbootverbände der Reichs- und Kriegsmarine

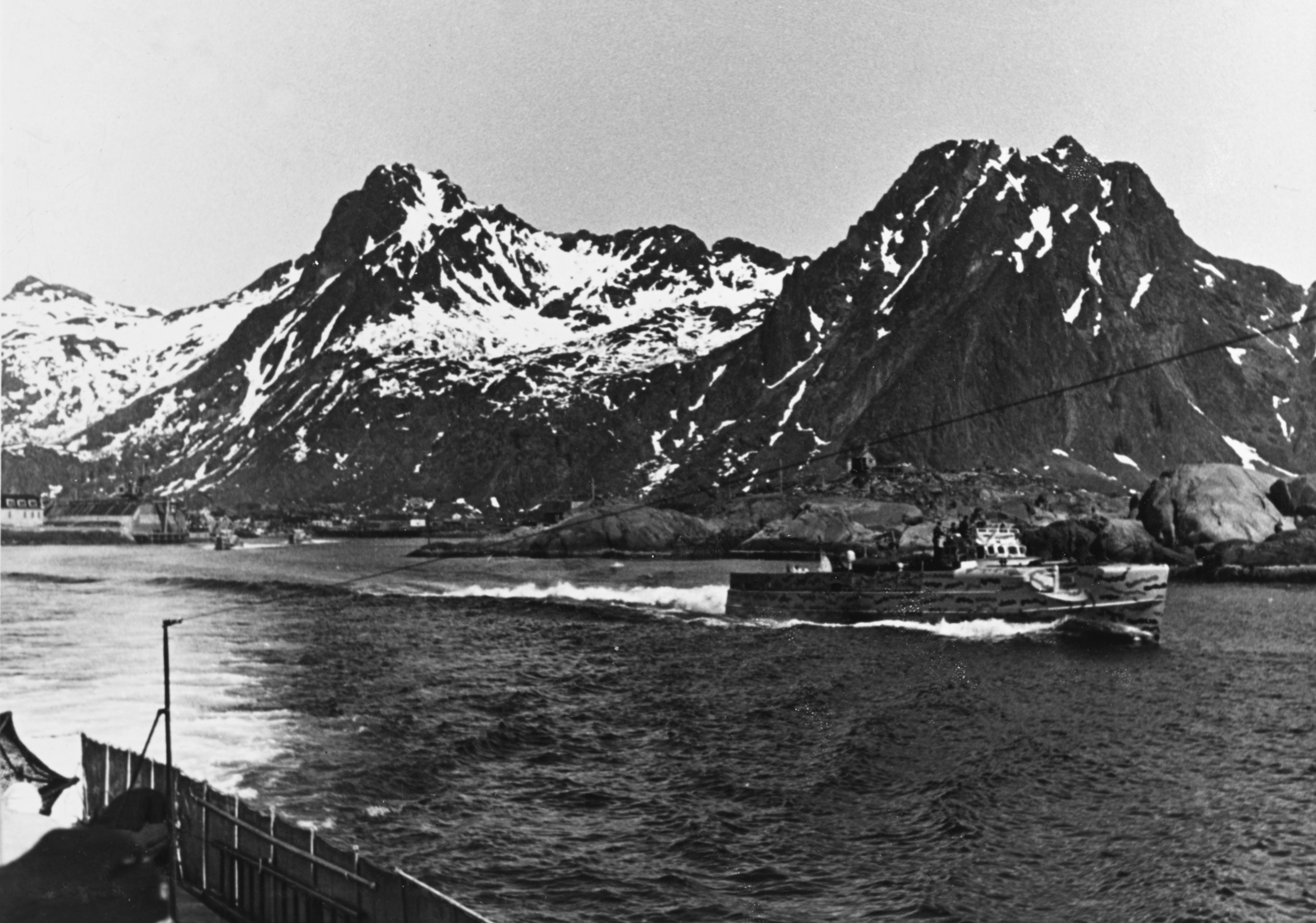
Ein Schnellbootverband, vmtl. die 8. Schnellboot-Flottille, läuft von Kirkenes zum Einsatz aus, zwischen 1942 und 1945

Die Schnellbootverbände der Reichs- und Kriegsmarine waren militärische Verbände, in denen die Schnellboote der Reichsmarine und ab 1935 der Kriegsmarine zusammengefasst waren, und die aus Schnellbooten und Unterstützungsschiffen bestanden.
Als Schnellboote wurden sowohl bewaffnete Motorboote als auch Motor-Torpedoboote bezeichnet, welche kleiner und schneller als die eigentlichen Torpedoboote waren. Der englische Begriff für die deutschen Schnellboote im Zweiten Weltkrieg war E-boat.

## Geschichte
Der Aufbau der Schnellbootwaffe begann bei der Reichsmarine mit den Aktivitäten des Leiters der Seetransportabteilung der Marineleitung, Kapitän zur See Walter Lohmann, der Geheimprojekte zur Aufrüstung der Flotte konzipierte. Er gründete im Jahr 1924 die Travemünder Yachthafen AG (Trayag). Bei der „Trayag“ wurden mit von Lohmann beschafften inoffiziellen Geldmitteln Schnellboote entwickelt und Versuchsbauten realisiert. Bis dahin waren zum Aufbau der Schnellbootflotte lediglich Weltkriegsbauten modernisiert worden. Im Jahr 1925 engagierte sich Lohmann zudem bei der Gründung des Deutschen Hochseesportverbands HANSA. Der von Adolf von Trotha geleitete Verband betrieb die „Hanseatische Yachtschule“ in Neustadt in Holstein, wo junge Männer auf Motor- und Segelbooten ausgebildet wurden. Dadurch wurde im Geheimen die Grundlage für die Besatzungen der künftigen Schnellboote gelegt. Zur Finanzierung der Entwicklungen der „Trayag“ suchte Lohmann über den Motoryachtclub von Deutschland Interessenten, die die Travemünder Neubauten privat erstehen sollten. Gegen Ende des Jahres 1925 beteiligte er sich zudem an der Gründung der Neustädter Slip GmbH. Diese Werft gewährleistete die Reparatur der Boote der „Yachtschule“ und ermöglichte zudem die Ausbildung von technischem Personal. Im selben Jahr wurden bei der „Trayag“ und der auf Motoryachten spezialisierten Bremer Lürssen-Werft Schnellboote in Auftrag gegeben. Der Auftrag umfasste zwei Boote, die eine Geschwindigkeit von 33 Knoten erreichen sollten und erfolgte durch die „Navis GmbH“, eine Tarnfirma, die Lohmann für seine inoffiziellen Aktivitäten nutzte. Das von Lürssen gelieferte Boot Lür wurde maßgeblich für die weitere Entwicklung der deutschen Schnellboote. Es kam erstmals im Rahmen einer S-Boot-Übung im Jahr 1926 zum Einsatz. An dieser zweiwöchigen Übung nahmen acht Boote teil, wobei die älteren, modernisierten Modelle schlechte Ergebnisse zeigten.

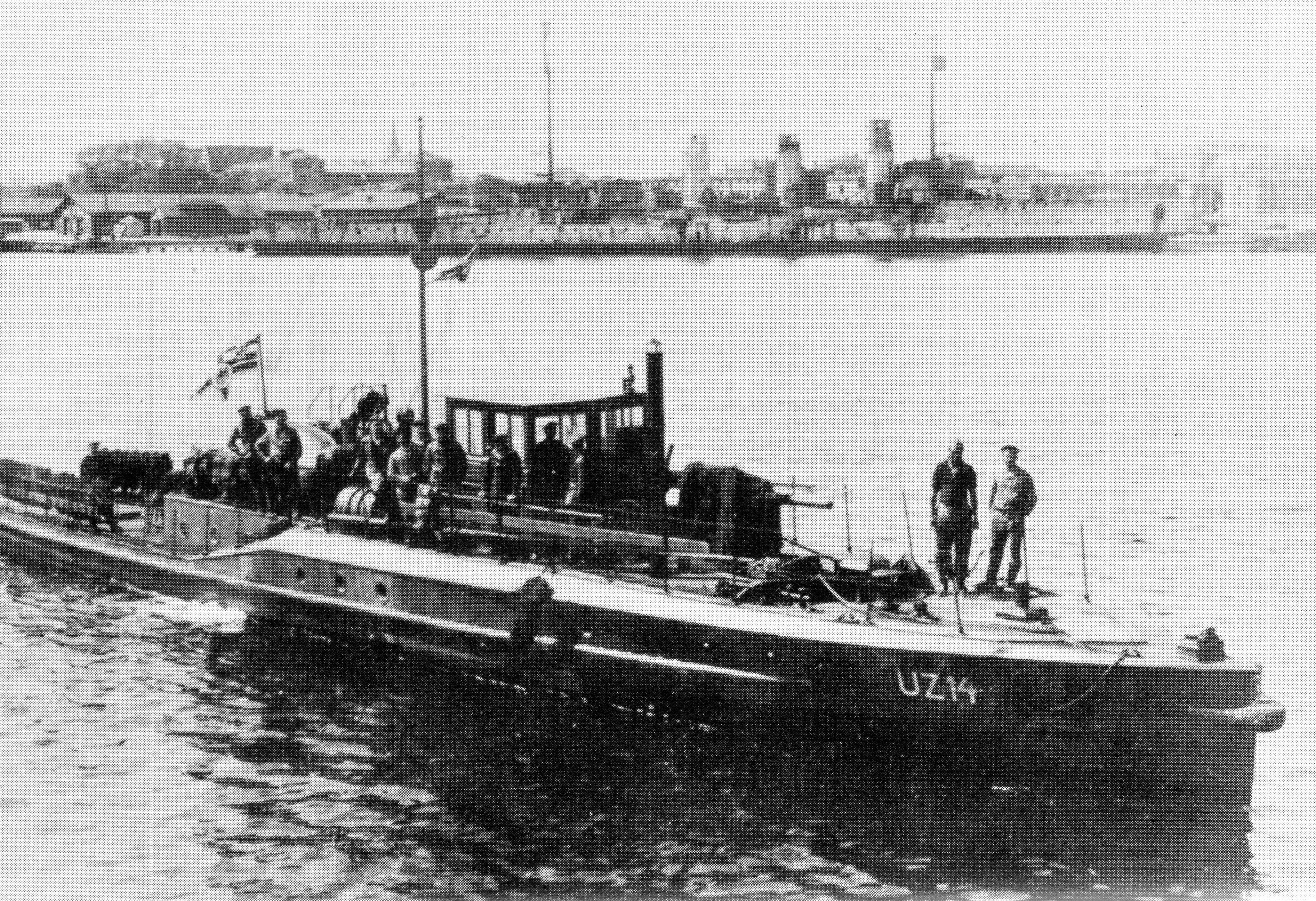
U-Boot-Zerstörer UZ 14, 1918.

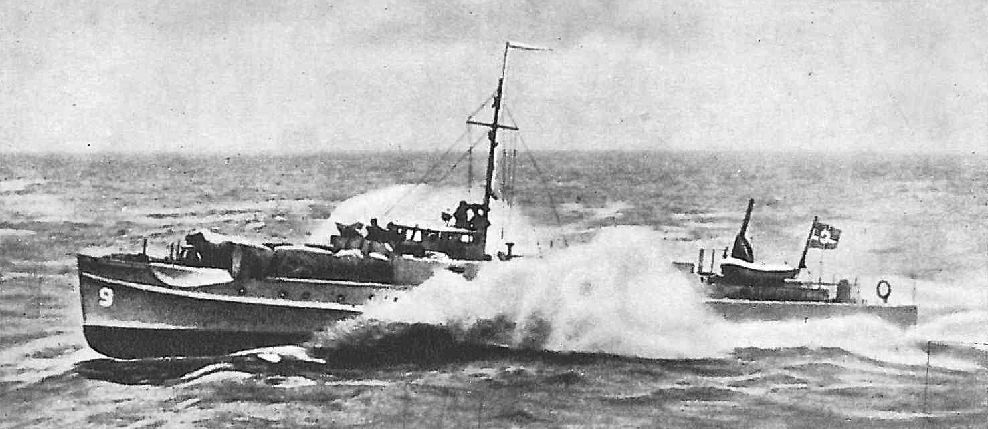
Schnellboot S 9

Im Jahr 1926 erfolgte die Bestellung einiger Versuchsboote, die zunächst als U-Boot-Zerstörer (UZ) klassifiziert waren. Genauer wurde dabei zwischen „U-Such- und Minenräumboote“ (UZ 1 bis UZ 11, UZ 14+UZ 15, UZ 18 bis UZ 20 und UZ 22) und reinen „Minensuchboote“ (UZ 12+UZ 13, UZ 16+UZ 17) unterschieden. Dieses Beschaffungsprojekt fiel in eine Grauzone der Beschränkungen des Versailler Vertrages, der diese Kategorie von Kriegsschiffen nicht erwähnte. Aber bereits im Ersten Weltkrieg waren 1916/17 unter dem Namen U-Boot-Zerstörer Schnellboote, u. a. durch die Oertz-Werft, gebaut worden.
Im Jahr 1927 wurde eine weitere Übung angesetzt, an der sechs der alten Weltkriegsboote teilnahmen. Die hierbei gemachten Erfahrungen gaben den Ausschlag für die Entscheidung zum Aufbau einer „Kleinbootswaffe“. Daraufhin wurden Anfang 1928 alle eingesetzten Boote von der Reichsmarine übernommen. Mitte April 1929 wurden im Ostseesperrverband 13 alte Minenräumboote und 11 sogenannte „Bewachungsfahrzeuge“, sieben ehemalige LM-Boote (LM stand für Luftschiffmotor), zusammengefasst. Die als „Bewachungsfahrzeuge“ getarnten Boote erhielten die Bezeichnung UZ(S) (U-Bootzerstörer (Schnellboot)). Hinzu kamen noch vier andere Boote, sodass elf Boote UZ(S) 11 bis UZ(S) 21 im Verband zusammenkamen.
Im Jahr 1931 entschied das Marinekommandoamt, eine Halbflottille aufzustellen und leitete den Austausch der Weltkriegsboote gegen Neubauten ein. In diesem Zusammenhang wurde im Dezember die offizielle Bezeichnung „Schnellboot“ etabliert. Im Jahr darauf forderte das Flottenkommando aufgrund der Bedeutung der Schnellboote für die Seekriegführung in der Ostsee eine Aufstockung des Bootsbestandes der Halbflottille von vier auf sechs einsatzbereite Boote. Die Anzahl sollte im Kriegsfall auf bis zu acht Boote aufgestockt werden können. Im Jahr 1934 wurden die Einsatzmöglichkeiten der Schnellboote außerhalb der Ostsee ins Auge gefasst. Zum Angriff auf die Häfen an der nordfranzösischen Kanalküste sollte bei den im Marinebudget für das Jahr 1935 vorgesehenen sechs neuen Booten die Reichweite verbessert werden. Bis zum Jahr 1937 war schließlich der Bootsbestand auf 14 Neubauten angewachsen, so dass die Aufstellung einer weiteren Schnellbootflottille beschlossen wurde. Im April 1938 schlug der Chef des Flottenkommandos Admiral Rolf Carls vor, den Schnellbootbau mit S 37 einzustellen. Diese Beschränkung der Schnellbootwaffe auf somit 30 Boote begründete Carls mit der Ansicht, der erfolgreiche Einsatz der Boote sei sowohl in der Nordsee als auch in der mittleren Ostsee "zu sehr vom Wetter abhängig". Bei den deutschen Schnellbooten handelte es sich also nach Carls Ansicht lediglich um eine "Gelegenheitswaffe", zudem hielt er die Entwicklung des S-Bootes an sich für abgeschlossen. Diesen Überlegungen lag die zu diesem Zeitpunkt in der deutschen Marine noch vorherrschende Überzeugung zu Grunde, das ein Krieg gegen das Vereinigte Königreich ausgeschlossen wäre, was auch von Hitler mehrfach beteuert wurde. Diese Einstellung änderte sich aber bereits Mitte des Jahres 1938, was sich auch in einer Denkschrift der Seekriegsleitung niederschlug, die Hellmuth Heye im Auftrag Erich Raeders im Juni Jahres verfasste und die die Grundlage des Z-Plan genannten Aufrüstungsprogramms der Kriegsmarine wurde. Auf Basis der Empfehlungen der bisherigen Chefs der S-Bootshalbflottillen Günther Schubert, Heinz-Dietrich von Conrady und Kurt Sturm, sowie insbesondere der Einschätzung Erich Beys betonte diese Denkschrift die Bedeutung der Schnellbootwaffe, insbesondere in der Verteidigung der eigenen Küsten. Im November 1938 wurde durch das Oberkommando der Marine der Weiterbau bis zu einem Bestand von 75 Booten, sowie eine Weiterentwicklung der Schnellboote an sich beschlossen, während das Flottenkommando auf seiner Ansicht beharrte und diese auch in den folgenden Jahren wiederholt äußerte.
Während des Zweiten Weltkriegs war die Flottille die Standardformation der Schnellboote, die aus regelmäßig acht Schnellbooten und einem Begleitschiff bestand. Insgesamt gab es 14 Schnellboot-Flottillen und eine Schnellboot-Schulflottille, die ab Ende 1943 zur Schnellboot-Lehrdivision aufgestockt wurde. Zunächst unterstanden die Schnellboot-Flottillen (S-Flottillen) dem Führer der Torpedoboote (F.d.T.). Am 10. April 1942 wurde diese Dienststelle aufgelöst und die des Führers der Schnellboote geschaffen. Im Kriegstagebuch der SKL heißt es dazu:

„Mit dem Namen ‚Führer der Torpedoboote‘ sind harte Aufbauarbeit im Frieden und stolze Waffentaten im Kriege verbunden gewesen. Wenn jetzt Kriegsnotwendigkeiten zur Organisationsänderung und damit zur Auflösung dieser Führungsstelle führen, so bleibt doch die ruhmreiche Tradition in der Kriegsmarine bestehen.“

Ab 1940 wurden entlang der niederländischen, belgischen und französischen Küste fünf große Bunkeranlagen, sogenannte Schnellbootbunker, zum Schutz der Schnellboote gebaut.
Am 8. Mai 1945 kam es in der Geltinger Bucht zur letzten Musterung durch den F.d.S. Rudolf Petersen für die Einheiten der Schnellbootverbände in Form einiger S-Flottillen bzw. deren verbliebene Boote. Konkret waren dies die S-Boote der 10. Schnellboot-Flottille, der 3. Schnellboot-Schulflottille, der Begleitschiffe der Schnellboot-Lehrdivision und zwei Schiffe der 8. und 9. S-Flottille. Für den nächsten Tag wurde eine Flaggenparade für die sogenannte Kurland-Flottille durchgeführt. Mitte Mai 1945 wurden die Schnellbootverbände der Kriegsmarine durch den F.d.S. dann außer Dienst gestellt.

## Führer der Schnellboote

### Geschichte
Die S-Flottillen wurden dem Führer der Schnellboote (F.d.S), welcher am 10. April 1942 aufgestellt wurde, truppendienstlich unterstellt. Operativ unterstanden ihm nur einige Flottillen, andere den örtlichen Seebefehlshabern, besonders diejenigen im Mittelmeer und im Schwarzen Meer. Der F.d.S. selbst war truppendienstlich dem Flottenkommando unterstellt, operativ dem Marinegruppenkommando West. Mitte Juli 1943 wurden auf Antrag des F.d.S. fünf S-Flottillen – die 3., 7., 21., 22. und 24. – in die neu aufgestellte 1. Schnellboot-Division zusammengefasst, die truppendienstlich dem Marinegruppenkommando Süd unterstand.
Haupteinsatzgebiet der Schnellboote war der Ärmelkanal. Deshalb befand sich die Hauptbefehlsstelle des F.d.S. in Scheveningen, von wo aus bereits der F.d.T. die S-Boote geführt hatte. Je nach Einsatzschwerpunkt wurden Nebenbefehlsstellen eingerichtet, so z. B. in Wimereux bei Boulogne-sur-Mer, Cherbourg und während und nach der alliierten Invasion der Normandie in Le Havre, Ostende/De Haan und Den Helder.
Während der Landung der Alliierten in Frankreich im Juni 1944 konnten Schnellboote eine Anzahl alliierter Landungsschiffe und Transporter versenken.
Im Winter 1944/45 wurde der Stab der Dienststelle nach Sengwarden bei Wilhelmshaven verlegt. Am 6. April 1945 entscheidet der F.d.S. den Stab und die Flottillenstäbe in den Raum Sonderburg zu verlegen. Bei Kriegsende befand sich der Stab der Dienststelle in Flensburg beim Sonderbereich Mürwik.
Kurz vor Kriegsende verschärfte sich die Versorgungslage der Flottillen erheblich. Die schlechte Versorgung mit ausreichend Torpedos und Treibstoff ließ den F.d.S. mehrmals in seinen Berichten verlauten. Am 14. März 1945 fragt der F.d.S. an, ob durch die kritische Brennstofflage bei ungünstiger Wettervorhersage auf Schnellbooteinsätze verzichtet werden kann. Das Marineoberkommando Nord antwortet:

„Grundsatz ist, dem Feind an der Klinge zu bleiben und damit den Geleitverkehr ständig anzugreifen und feindl. Tonnage möglichst bei Nachschub-Zubringung zu vernichten.“

In der Folge blieben die schlechter werdende Versorgungslage und die unterschiedliche Bewertung von Wetterlage zu Einsatzmöglichkeiten Themen zwischen der Dienststelle und der Seekriegsleitung.

### Führer der Schnellboote
Einziger Führer der Schnellboote war vom 20. April 1942 bis Kriegsende Fregattenkapitän Rudolf Petersen, ehemaliger Kommandant von S 9. Er wurde am 1. April 1944 zum Kapitän zur See befördert und am 23. September 1944 zum Kommodore ernannt.

### Chefs des Stabes
- Korvettenkapitän Heinrich Erdmann: von Juni 1944 bis April 1945
- Fregattenkapitän Herbert Max Schultz: von April 1945 bis Kriegsende, ehemaliger Chef der 1. Schnellboot-Division

## 1. Schnellboot-Division

### Geschichte
Die 1. Schnellboot-Division wurde im Juli 1943 aufgestellt und bestand aus der 3., 7. und später die 24. Schnellboot-Flottille. Die Unterstellung erfolgte unter das deutsche Marinekommando Italien. Die Division bestand aus drei Gruppen, wobei die 3. S-Flottille die 1. Gruppe, die 7. S-Flottille die 2. Gruppe und Ende 1943 die 24. S-Flottille die 3. Gruppe bildete.
1944 wurden weitere Flottillen in das Mittelmeer verlegt und unter die 1. Schnellboot-Division zusammengezogen. So kamen die im September 1943 neu aufgestellte 21. und die im Dezember 1943 neu aufgestellte 22. S-Flottille zusätzlich dazu. Ihre Einsatzgebiete befanden sich hauptsächlich in der Adria, den Gewässern um Sizilien und zeitweise in der Ägäis. In der Adria kooperierte die Division mit den Kleinkampfverbänden der Kriegsmarine.
Die Division bestand bis Kriegsende.

### Chefs
- Juli 1943 – März 1945: Korvettenkapitän/Fregattenkapitän Herbert Max Schultz[1]
  - Stellvertreter von Juni 1944 bis September 1944: Kapitänleutnant Albert Müller
- März 1945 – Mai 1945: Kapitänleutnant Siegfried Wuppermann,[A 3] ehemaliger Chef der 22. S-Flottille und 21. S-Flottille

## Flottillen

### 1. Schnellboot-Flottille

#### Geschichte
Die 1. Schnellboot-Flottille wurde mit der Indienststellung von S 9 1935 aus der 1. Schnellboothalbflottille, die seit 1932 bestand und vom 12. Juni 1932 bis 12. September 1934 von Erich Bey und anschließend vom Kapitänleutnant Günther Schubert befehligt wurde, aufgestellt.
Das Begleitschiff Tsingtau kam Ende 1934 als Ersatz für die Nordsee zur Flottille, wechselte aber im April 1940 die Unterstellung und wurde ab Oktober 1940, u. a. bei der 4. Schnellboot-Flottille eingesetzt. Ebenso kamen die ersten sechs bis 1932 gebauten S-Boote zur Flottille, später folgten weitere S-Boote, u. a. S 9. Mitte 1935 erfolgte die Umbenennung in 1. Schnellboot-Flottille.
1939 operierte die Flottille in der Ostsee vor der Küste Polens und war zum Überfall auf Polen dem Marinegruppenkommando Ost unterstellt. 1940 im Zuge der Weserübung in Kristiansand in Norwegen und bis 1941 in der Ostsee vor Finnland. Die Tsingtau wurde Anfang 1940 durch die neu in Dienst gestellte Carl Peters ersetzt. Schon im April 1940 nahm die Flottille am Unternehmen Weserübung teil, wobei die Flottille, gemeinsam mit der 2. Schnellboot-Flottille, mit S 19, S 20, S 21, S 22, S 23 und S 24 im Rahmen der Kriegsschiffgruppe 3 an der Besetzung der norwegischen Hafenstadt Bergen beteiligt war. Im Zuge des Westfeldzugs verlegte die Flottille im Mai 1940 von Bergen nach Borkum und der Gruppe West unterstellt. Das Kriegstagebuch der Seekriegsleitung hält für den 19. Mai 1940 fest, dass das Verlegen der Flottille vom Feind als Konvoi eines Schlachtschiffes mit zahlreichen Zerstörern übermittelt wurde. Ende des Monats konnten in Bereich Hoofden S 24 bei der Kwinte Bank und S 26/S 23 bei der Sandbank Ruytingen zwei Zerstörer versenken. Ende Mai 1940 wurde die Flottille gemeinsam mit der 2. S-Flottille an die belgische Küste zu Operationen gegen feindliche Transporte in Marsch gesetzt. Von Borkum aus griff S 101 am 8. Januar 1941, südöstlich von Lowestoft, den britischen Frachter H.H. Petersen (975 BRT) an und versenkte ihn.
Im Juni 1941 kam zusätzlich die kurz vorher von zwei Schnellbooten der 5. Schnellboot-Flottille aufgebrachte Kong Gudrød kurzzeitig bis Ende August 1941 als Wohnschiff zur Flottille, später ging sie offiziell zur 5. Schnellboot-Flottille. Ab 1941 wurde die Hernösand, die zugleich für die 2. Schnellboot-Flottille eingesetzt wurde, als Versorgungsschiff der Flottille zugeordnet.
Beim Unternehmen Barbarossa, dem Angriff auf die Sowjetunion 1941, wurde Birnbachers Flottille in der Ostsee eingesetzt, nahm u. a. im August 1941 an der Minenschlacht von Reval teil.
Ende April wird an mögliche Stützpunkte der Flottille Otschakow, Skadowsk, Chorly oder Akmetschet im Kriegstagebuch der Seekriegsleitung festgehalten. Im Mai 1942 wurde die Flottille auf dem Landweg und über die Donau nach Konstanza am Schwarzen Meer verlegt. Am 10. August 1942 versenkte S 102 den sowjetischen Frachter Sevastopol (1339 BRT) der vor Tuapse kreuzte. Im September 1942 war die Flottille am Unternehmen Blücher beteiligt, das die Eroberung der Taman-Halbinsel zur Aufgabe hatte. Die Flottille verblieb bis zum Rückzug 1944 im Schwarzen Meer.
Die Flottille unterstand gemeinsam mit der 11. Schnellboot-Flottille dem Admiral Schwarzes Meer. In dieser Zeit war bis November 1943 die Romania Wohnschiff der Flottille. Im April 1943 war die Flottille gemeinsam mit sieben MAS-Booten der italienischen Marine, die später zur 11. Schnellboot-Flottille kamen, bei Anapa gegen den sowjetischen Nachschubverkehr für den Brückenkopf beim Kap Myskhako (Мысхако) entlang der Küste eingesetzt worden. Beim Rückzug aus dem Schwarzen Meer im August 1944 wurden die letzten vier Boote versenkt.
Anschließend wurde die Flottille im Januar 1945 neu aufgestellt und erhielt als Einsatzgebiet wieder die Ostsee. Kurz vor Kriegsende war die Flottille als Teil der sogenannten Kurland-Flottille an der Evakuierung aus dem Kurland-Kessel beteiligt.

#### Flottillenchefs
(Quelle:)
- 1935 – September 1936: Kapitänleutnant/Korvettenkapitän Günther Schubert
- Oktober 1936 – Juni 1938: Korvettenkapitän Heinz-Dietrich von Conrady
- Juni 1938 – November 1939: Kapitänleutnant Kurt Sturm
- November 1939 – August 1942: Kapitänleutnant Carl-Heinz Birnbacher, ehemaliger Kommandant von S 7 und S 14
- August 1942 – August 1943: Kapitänleutnant/Korvettenkapitän Georg-Stuhr Christiansen (1914–1997),[A 4] ehemaliger Schnellbootkommandant bei der Flottille und vormals Chef der 8. Schnellboot-Flottille
- August 1943 – Mai 1945: Kapitänleutnant/Korvettenkapitän Hermann Büchting

#### Bekannte Flottillenangehörige
- Leutnant zur See Gerhardt Böhmig: 1933/34 Kommandant eines Schnellbootes der Flottille
- Oberleutnant zur See Götz von Mirbach:[A 5] Kommandant von S 21, später Chef der 9. Schnellboot-Flottille
- Leutnant zur See Werner Töniges:[A 6] Kommandant von S 24, S 26 und S 102 bei der Flottille.

### 2. Schnellboot-Flottille

#### Geschichte
Die 2. Schnellboot-Flottille wurde im August 1938 aufgestellt und hauptsächlich in der Nordsee eingesetzt. Bei Kriegsbeginn 1939 lag die 2. Schnellboot-Flottille mit S 9, S 10, S 14, S 15, S 16 und S 17 und ihrem Begleitschiff Tanga (unter Kapitänleutnant Reinhold Bening) im U-Boothafen von Helgoland. Von hier aus unternahm die Flottille am 4. September 1939 einen Aufklärungsvorstoß, musste das Unternehmen aber wegen schweren Wetters abbrechen. Das Boot S 17 erlitt dabei so schwere Schäden, dass es ausgemustert werden musste. Am 10. September 1939 verlegte die Flottille nach Kiel, dann nach Swinemünde, Saßnitz, Rostock und wieder nach Kiel. Dabei wurde vor allem Ausbildung betrieben, so zum Beispiel Torpedoschießen vor Schleimünde. Außerdem fuhr die Flottille U-Boot-Sicherung für die Schweren Kreuzer Admiral Hipper und Blücher und suchte in der westlichen Ostsee, dem Großen und Kleinen Belt und im Öresund vergeblich nach polnischen U-Booten, die aus der Ostsee auszubrechen versuchten. Mit dem Einsetzen der Vereisung der Ostsee verlegte die Flottille zurück in die Nordsee. Das Begleitschiff Tanga ging im März 1940 zur neu aufgestellten 6. Schnellboot-Flottille. Im April 1940 nahm sie, gemeinsam mit der 1. Schnellboot-Flottille, im Rahmen des Unternehmens Weserübung an der deutschen Besetzung Norwegens teil. Als Bestandteil der Kriegsschiffgruppe 4 operierte sie mit den Booten S 7, S 8, S 17, S 30, S 31, S 32, S 33 und dem Begleitschiff Tsingtau, welches nach dem Einsatz bei der 1. Schnellboot-Flottille ab Februar 1940 als Flak-Schulschiff gedient hatte, im Bereich Kristiansand. Die Flottille blieb zunächst in Norwegen, um Patrouillendienst in den Fjorden durchzuführen. Ende April 1940 kehrte diese nach Deutschland zurück und die Tsingtau verließ die Flottille. Am 9. Mai 1940 versenkte S 31 unter dem späteren Flottillenchef Oberleutnant zur See Hermann Opdenhoff nach anfänglichen Angaben der Seekriegsleitung (SKL) bei einer Sicherung eines Minenwurfverbands in der Nordsee einen feindlichen Zerstörer, die britische Kelly, und im Kriegstagebuch der SKL wird dazu vermerkt:

„Der erste herrliche Erfolg unserer Schnellbootswaffe, der in seiner abschreckenden Wirkung auf den Gegner besonders hoch zu bewerten ist.“

Am 15. Mai 1940 relativiert das Kriegstagebuch der SKL die vermeintliche Versenkung und gibt basierend auf „nachträglicher Funkentzifferung“ an, dass der Zerstörer zur englischen Küste geschleppt wurde und eine Versenkung nicht bestätigt werden konnte.
Ende Mai 1940 wurde die Flottille gemeinsam mit der 1. S-Flottille an die belgische Küste zu Operationen gegen feindliche Transporte in Marsch gesetzt. Wenige Tage später versenkten drei Schnellboote der Flottille nahe Nieuwpoort während der britischen Operation Dynamo den britischen Zerstörer Wakeful und den französischen Zerstörer Scirocco. Mitte Juli 1940 war bis September 1940 die Zinnia Wohnschiff der Flottille. Ab 1941 wurde die Hernösand, welche auch für die 1. Schnellboot-Flottille eingesetzt wurde, als Versorgungsschiff der Flottille zugeordnet.
Ab 1940 stand, gemeinsam mit der 4. Schnellboot-Flottille, ein Schnellbootbunker in Boulogne, welcher in der Folge weiter ausgebaut wurde, der Flottille zur Verfügung.
Im Februar 1941 führte die Flottille ein Minenunternehmen an der englischen Ostküste vor Great Yarmouth durch bei dem, in zwei Nächten, jeweils 24 und 42 Seeminen gelegt wurden. Durch die Seeminen wurden die Frachtschiffe Thyra (1796 BRT) und Cressdene (4270 BRT), die Tanker Audacity (589 BRT) und Frumention (6675 BRT) versenkt und der britische Zerstörer Whitshed beschädigt.
Im Zeitraum von Mai bis November 1941 verließ die Flottille die Nordsee und wurde im Finnischen Meerbusen eingesetzt. Anschließend kehrte sie für Operationen in der Nordsee und im Ärmelkanal in ihre angestammten Gewässer zurück und verblieb dort bis zum Kriegsende.
Beim Kampfhandlungen Anfang Juni 1944 während der Operation Overlord führte die Flottille gemeinsam mit der 8. Schnellboot-Flottille einen erfolglosen Aufklärungsvorstoß aus.
Ende Januar 1945 wurde die La Combattante, die schon bei einem Angriff auf einen Geleitzug gegen Boote der 5. und 9. Schnellboot-Flottille gekämpft hatte, durch eine Mine der von der Flottille auf dem Zufahrtswegen zum Humber gelegten Minensperre versenkt.

#### Flottillenchefs
(Quelle:)
- August 1938 – Oktober 1941: Korvettenkapitän Rudolf Petersen, vormals Kommandant von S 9 und später Führer der Schnellboote
- Oktober 1941 – Februar 1944: Korvettenkapitän Klaus Feldt,[A 7] anschließend Chef der Schnellboot-Lehrdivision
- Februar 1944 – März 1945: Korvettenkapitän Hermann Opdenhoff († 22. März 1945), vormals Chef der Schnellboot-Lehrdivision
- März 1945 – Mai 1945: Kapitänleutnant Hugo Wendler

### 3. Schnellboot-Flottille

#### Geschichte

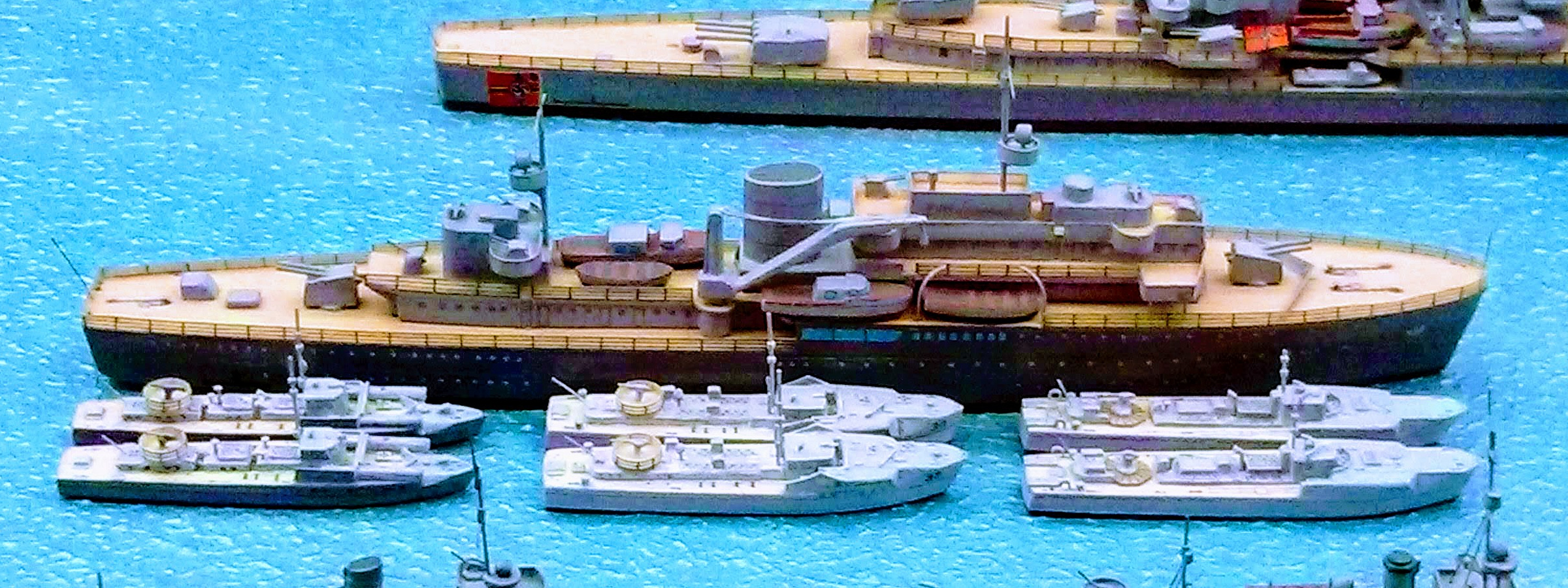
Modell der Adolf Lüderitz mit Schnellbooten unterschiedlicher Bauformen im Technik-Museum Speyer

Die 3. Schnellboot-Flottille wurde Mitte 1940 aufgestellt und hatte bis 1941 das Einsatzgebiet vor der holländischen und belgischen Küste, wechselte dann kurz in die Ostsee. Mit der Aufstellung wurde die Adolf Lüderitz als Begleitschiff der Flottille zugewiesen, ging im November 1941 zur neu aufgestellten 8. Schnellboot-Flottille und Ende Juni 1942 zur 6. Schnellboot-Flottille.
Am 27. Juli 1941 versenkten das Schnellboot S 54 der Flottille in der Ostsee den sowjetischen Zerstörer Smely.
Im August 1941 war die Flottille an der Minenschlacht von Reval beteiligt. Anschließend verlegten die Boote gemeinsam mit der 7. Schnellboot-Flottille über Rhein und Rhone ins Mittelmeer. und die Unterstellung unter das Deutsche Marinekommando Italien, zeitweise auch unter das Deutschen Marinekommando Tunesien. Die Bengasi war eigentlich als Begleitschiff für die Flottille vorgesehen, trat aber doch nicht den Dienst dort an, sondern wurde als Versorger eingesetzt. Ab 1943 war die Flottille der 1. Schnellboot-Division unterstellt.
Mitte Oktober 1944 wurde die Flottille in Pola neu aufgestellt. Dabei wurde die ursprüngliche Flottille ebenso wie die 7. und 24. Schnellboot-Flottille als Gruppe in die neu aufgestellte 3. Schnellboot-Flottille eingegliedert. Einsatzgebiet waren die Adria und die Ägäis.
Die Bootswappen orientierten sich an amphibischen Lebewesen.

#### Flottillenchefs
(Quelle:)
- 1940 – Juli 1943: Kapitänleutnant/Korvettenkapitän Friedrich Kemnade,[A 8] ehemaliger Schnellbootkommandant bei der 1. Schnellboot-Halbflottille
- Juli 1943: Kapitänleutnant Albert Müller
- Juli 1943 – September 1944: Korvettenkapitän/Fregattenkapitän Herbert Max Schultz, zugleich Kommandant der 1. Schnellboot-Division (bis März 1945)
- September/Oktober 1944: Kapitänleutnant Albert Müller
- Oktober 1944 – Mai 1945: Kapitänleutnant Günther Schulz, vormals Chef der 7. Schnellboot-Flottille

#### Bekannte Flottillenangehörige
- Oberfähnrich zur See Hugo Deiring: von August bis Oktober 1940 bei der Flottille

### 4. Schnellboot-Flottille

#### Geschichte
Die 4. Schnellboot-Flottille wurde Anfang Oktober 1940 aufgestellt und hatte bis 1944 den Einsatzraum in der Nordsee und im englischen Kanal. Ab 1940 stand ein Schnellbootbunker in Boulogne, welcher in der Folge weiter ausgebaut wurde, der Flottille zur Verfügung.
Am 2. Juni 1941 griffen die Schnellboote S 19, S 20, S 22 und S 24 von dort aus die britische Flugzeugträger-Attrappe Flotten Tender C (ehemaliges Passagierschiff Marmari, 8090 BRT) an und beschädigten sie durch Torpedotreffer irreparabel.
Im Februar 1942 nahm die Flottille am Unternehmen Cerberus teil und im März 1942 versenkte das zur Flottille gehörende Schnellboot S 104 vor Cromer den britischen Zerstörer Vortigern. Ende April 1942 war die Verlegung von Ostende nach Rotterdam erfolgt. Am 23. Oktober 1943 wurden bei einem Angriff durch die HMS Mackay gemeinsam mit dem Zerstörer Worcester und dem Geleitzerstörer Pytchley ein deutsches Vorpostenboot und zwei Schnellboote der Flottille versenkt. Dabei starb beim Untergang des Schnellboots S 88 der Flottillenchef Lützow. Im Mai 1944 wurde bei einem gemeinsam mit der 9. Schnellboot-Flottille durchgeführten Angriff auf einen Geleitzug, welcher u. a. durch die später durch ein Schiff der 2. S-Flottille versenkten La Combattante abgesichert wurde, S 141 versenkt und weitere Boote der Flottille beschädigt.
Die Flottille wurde später nach Norwegen verlegt und ging über Frederikshavn (Dänemark) nach Kristiansand, wo sie am 9. November 1944 eintraf, und ging am nächsten Tag weiter nach Egersund.

Nach Beginn der Ardennenoffensive erfolgte die Rückorder an die Westfront. Bereits am 17. Dezember 1944 wurde die Flottille wieder in die Deutsche Bucht und von dort nach Holland befohlen. Die seit Oktober 1944 als Begleitschiff zur Flottille gehörende Hermann von Wißmann blieb bei der Verlegung in Norwegen.

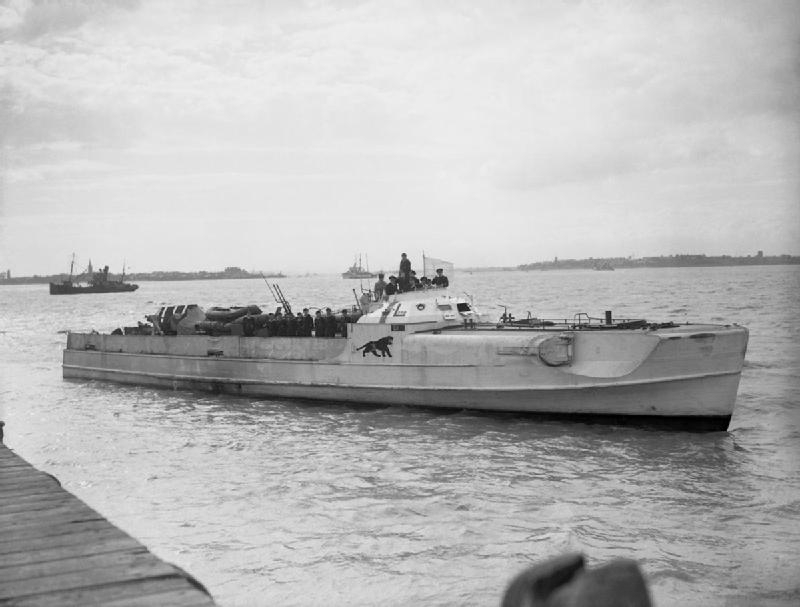
Schnellboot S 204 mit weißer Flagge beim Einlaufen nach Felixstowe, 13. Mai 1945.

Nach der Teilkapitulation der Wehrmacht für Nordwestdeutschland, Dänemark und die Niederlande überbrachte Konteradmiral Erich Breuning, auf britische Anweisung, aus Rotterdam auslaufend, auf dem Schnellboot S 205, und in Begleitung von S 204, beides Boote der ehemaligen 4. Schnellboot-Flottille, die Seekarten der deutschen und niederländischen Nordseeküste mit allen darin eingezeichneten deutschen Minenfeldern nach Felixstowe.
Das gemeinsame Flottillenwappen war ein Tiger, und die Boote wurden zusätzlich mit Großbuchstaben gekennzeichnet.

#### Flottillenchefs
(Quelle:)
- Oktober 1940 – März 1943: Kapitänleutnant Niels Bätge, anschließend Kommandant des Zerstörers Z 35
- März 1943 – Oktober 1943: Korvettenkapitän Werner Lützow († 25. Oktober 1943) (Sohn von Friedrich Lützow)
- Oktober/November 1943: Kapitänleutnant Albert Causemann (mit der Wahrnehmung der Geschäfte beauftragt)
- November 1943 – Mai 1945: Kapitänleutnant/Korvettenkapitän Kurt Fimmen

#### Bekannte Flottillenangehörige
- Kapitänleutnant Götz von Mirbach: Kommandant von S 48, davor von S 21 bei der 1. Schnellboot-Flottille, später Chef der 9. Schnellboot-Flottille

### 5. Schnellboot-Flottille

#### Geschichte
Die 5. Schnellboot-Flottille wurde am 15. Juli 1941 aufgestellt. Sie wurde bis November 1941 im Finnischen Meerbusen eingesetzt. Ende September 1941 kam die Kong Gudrød als Begleitschiff bis April 1942 zur Flottille und wechselte dann zur 7. Schnellboot-Flottille. Ebenso war von 1941 bis Februar 1942 die Tsingtau bei der Flottille.
Im Dezember 1941 wurde sie an die französische Kanalküste verlegt. Beim Angriff auf den britischen Konvoi PW 323 Mitte April 1943 versenkten Schnellboote der Flottille vor Lizard Head u. a. den norwegischen Geleitzerstörer Eskdale.
Die Flottille griff bei der alliierten Landungsübung Exercise Tiger im April 1944 gemeinsam mit der 9. Schnellboot-Flottille in Lyme Bay die feindlichen Schiffe an. Dabei sanken zwei Panzerlandungsschiffe (LST 507 und LST 531) und mehrere wurden beschädigt. Dabei starben 197 Seeleute und 552 eingeschiffte Soldaten. Bei der Landung der Alliierten während der Operation Overlord Anfang Juni 1944 kreuzte die Flottille gemeinsam mit der 9. Schnellboot-Flottille erst bei der Cotentin-Halbinsel. Später kam die Flottille, wieder gemeinsam mit der 9. Schnellboot-Flottille, aus Cherbourg, verloren einige Boote in einer zuvor gelegten Minensperre, konnte aber die Verteidigungslinien der alliierten Küstenstreitkräfte durchbrechen und versenkte zwei Landungsschiffe vor St. Vaast. In den folgenden Kampfhandlungen wurde die Flottille vollständig aufgerieben und im Anschluss aufgelöst.
Mitte Mai 1944 wurde die S 141 bei einem Gefecht gemeinsam mit der 9. Schnellboot-Flottille mit der Fregatte Stayner, die Korvette Gentian, vier MTBs und die La Combattante versenkt. Dabei kamen u. a. der Sohn von Karl Dönitz, Klaus, ums Leben.
Im Juli 1944 wurde der Verband in Deutschland neu aufgestellt, die Hermann von Wissmann kam als Begleitschiff zur Flottille und die Flottille war anschließend bis August 1944 wieder im Finnischen Meerbusen mit Sitz der Flottille in Helsinki im Einsatz. Nach dem Untergang von U 250 Ende Juli 1944 versuchten Schnellboote der Flottille die Untergangsstelle, letztendlich vergeblich, gegen sowjetische Einflüsse zu sichern. Das Boot wurde durch die sowjetische Marine gehoben.
Im Zuge der Räumung Finnlands im September 1944, nach der Teilnahme der Flottille am Unternehmen Tanne Ost, und des anschließenden Rückzugs der Wehrmacht im Ostseeraum wurde die 5. Schnellboot-Flottille zunächst nach Reval und Ende September 1944 nach Windau verlegt. Der neue Einsatzraum war das Gebiet um Ösel, bei Sworbe, im Rigaischen Meerbusen und im Finnischen Meerbusen.
Im weiteren Kriegsverlauf folgte die Verlegung nach Gotenhafen in Westpreußen und um die Jahreswende 1944/45 weiter über Swinemünde ins niederländische Den Helder. Einsatzgebiet waren hier der Ärmelkanal und die Seegebiete vor der Humber- und Themsemündung. Ende April 1945 verlegte die Flottille zurück in die Ostsee, zunächst nach Swinemünde, dann nach Bornholm zur Unterstützung der Verwundeten- und Flüchtlingstransporte über die Ostsee. Am 6. Mai 1945 lief die Flottille als Teil der sogenannten Kurland-Flottille letztmals zu einem Einsatz nach Libau im Kurland-Kessel aus. In der Nacht vom 8. auf den 9. Mai 1945 kurz vor Inkrafttreten der Kapitulation lief sie mit evakuierten Angehörigen der Heeresgruppe Kurland nach Westen aus in Richtung Geltinger Bucht, wo sie nach der deutschen Kapitulation aufgelöst wurde.

#### Flottillenchefs
(Quelle:)
- Juli 1941 – Mai 1944: Kapitänleutnant/Korvettenkapitän Bernd Klug, von Oktober 1941 bis Mai 1942 mit der Führung der 7. Schnellboot-Flottille beauftragt
- Mai/Juni 1944: Kapitänleutnant Kurt Johannsen († 14. Juni 1944)
- Juli 1944 – Mai 1945: Kapitänleutnant Hermann Holzapfel, vormals Chef der 11. Schnellboot-Flottille

### 6. Schnellboot-Flottille

#### Geschichte
Die 6. Schnellboot-Flottille wurde am 1. April 1941, ein halbes Jahr vor der numerisch voranstehenden 5. Schnellboot-Flottille, aufgestellt. Diese Reihenfolge orientierte sich an der Vorgabe, Flottillen mit ungeraden Nummern der Marinestation der Ostsee zuzuteilen, während solche mit geraden Nummern der Marinestation der Nordsee zugeordnet wurden.
Die 6. Schnellboot-Flottille wurde zunächst in der Nordsee und im Ärmelkanal eingesetzt. Im Jahr 1942 operierte die Flottille kurzzeitig in Norwegen, wo sie das Begleitschiff mit der 8. Schnellboot-Flottille tauschte und dann bis 1944 wieder im vorigen Einsatzgebiet operierte. Es folgte im Sommer 1944 ein kurzzeitiger Einsatz im Finnischen Meerbusen, dann kehrte die Flottille wieder in den Ärmelkanal und die Nordsee zurück. Flottillenwappen war ein gesenktes Schwert, das von vier Sternen gerahmt wurde. Mit der Aufstellung wurde die Tanga Begleitschiff der Flottille, was sie bis Oktober 1941 blieb. Ab Februar 1942 waren die Tsingtau, dann die Carl Peters und vom 24. Juni 1942 bis November 1943 die Adolf Lüderitz Begleitschiffe der Flottille.
In der Nacht zum 18. Februar 1943 führte der Flottillenführer HMS Montrose nordöstlich Great Yarmouth gemeinsam mit dem Zerstörer HMS Garth ein Gefecht gegen acht Boote der deutschen 6. Schnellboot-Flottille, die eine Minensperre legen wollten. Einziger Verlust der 6. Schnellboot-Flottille bei dieser Auseinandersetzung war S 71. Nachdem das Boot aufgrund schwerer Artillerietreffer, die es durch die Montrose erhalten hatte, gestoppt lag, wurde es durch die Garth mit einem Rammstoß versenkt. Die am folgenden Tag durch den FdS eingeleiteten Suchmaßnahmen führten zunächst zu einer Rüge durch das Marinegruppenkommando West und in der Folge zu einer scharfen Kontroverse zwischen dem F. d. S. Rudolf Petersen und Generaladmiral Wilhelm Marschall.
Anfang April 1945 liefen die in Rotterdam stationierten Boote der 6. Schnellboot-Flottille zu einem letzten Einsatz in der Scheldemündung aus, bei dem unter dem Schutz von Luftstreitkräften Minen verlegt wurden. Gegen halb zwei Uhr nachts wurden die Boote in ein Gefecht mit einer britischen Fregatte und mehreren gegnerischen Schnellbooten verwickelt. Ein Boot ging auf einer Minensperre vor Ostende verloren.

#### Flottillenchefs
- März 1941 – Juli 1944 Kapitänleutnant/Korvettenkapitän Albrecht Obermaier
- Juli 1944 – Mai 1945 Kapitänleutnant Jens Matzen

### 7. Schnellboot-Flottille

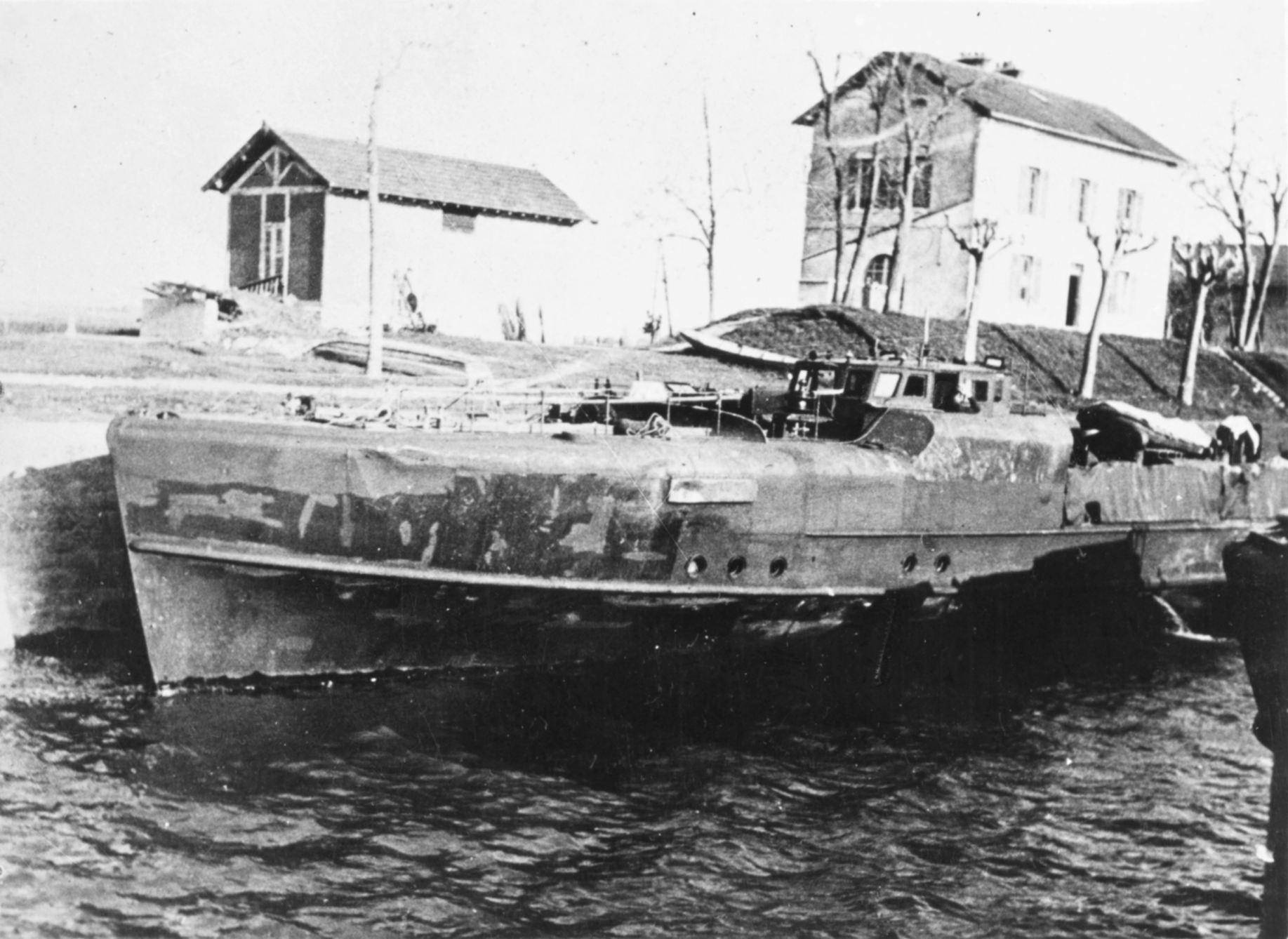
Ein Boot der 7. S-Flottille bei der Verlegung ins Mittelmeer auf einem französischen Kanal 1942

#### Geschichte
Die 7. Schnellboot-Flottille wurde im Oktober 1941 in Swinemünde aufgestellt und in der Ostsee für Ausbildungszwecke eingesetzt. Anschließend, ab November 1942, folgte über Rhein und Rhone, ebenso für die 3. Schnellboot-Flottille, die Verlegung ins Mittelmeer und die Unterstellung unter das Deutsche Marinekommando Italien, zeitweise auch unter das Deutschen Marinekommando Tunesien. Im Juli 1943 wurde die Flottille der neu aufgestellten 1. Schnellboot-Division unterstellt. Anfang 1944 folgte die Verlegung der Flottille in die Adria. Mitte Oktober 1944 wurde die Flottille aufgelöst.
1942 wurde kurzzeitig die Tsingtau der Flottille als Begleitschiff zugewiesen. Von April 1942 bis 1943 fuhr die Flottille mit der Kong Gudrød.
Zusätzlich zum Flottillenwappen wurden die Boote mit Großbuchstaben gekennzeichnet.

#### Flottillenchefs
- Oktober 1941 – Juni 1942: Kapitänleutnant Bernd Klug, mit der Führung beauftragt, gleichzeitig Chef der 5. Schnellboot-Flottille
- Juni 1942 – Juli 1944: Korvettenkapitän Hans Trummer, vormals 2. Admiralstabsoffizier beim F.d.S. und später erster deutscher Kommandant von Zerstörer 1 der Bundesmarine
- Juli 1944 – Oktober 1944: Kapitänleutnant Günther Schulz, anschließend Chef der 3. Schnellboot-Flottille

### 8. Schnellboot-Flottille

#### Geschichte
Die 8. Schnellboot-Flottille wurde insgesamt zweimal aufgestellt. Das erste Mal existierte sie von November 1941 bis Mitte Juli 1942. In dieser Zeit war die Adolf Lüderitz, zusätzlich im Juni/Juli 1942 die Tsingtau, Begleitschiffe der Flottille. Die 8. Schnellboot-Flottille agierte zu diesem Zeitpunkt vor Norwegen im Raum der Kola-Bucht und lag damit im Befehlsbereich des Seekommandanten Kirkenes, war diesem aber nicht unterstellt.
Nach der zweiten Aufstellung im Dezember 1942 war bis September 1943 die Carl Peters als Begleitschiffe der Flottille zugeordnet. Die Flottille erhielt den Einsatzraum vor der norwegischen Küste, ab 1943 in der Nordsee. Am 5. September 1944 wurde die 8. Schnellbootflottille in Ijmuiden stationiert. Die verbliebenen fünf Boote der Flottille liefen von hier aus zu Minenunternehmungen und Torpedoeinsätzen vor der niederländischen und der ostenglischen Küste aus.
Am 25. Februar 1944 verteidigte die Meynell erfolgreich einen Küstenkonvoi vor Great Yarmouth gegen eine Gruppe von Schnellbooten der 8. S-Flottille, die sich schließlich zurückzogen.
Beim Kampfhandlungen Anfang Juni 1944 während der Operation Overlord unternahm die Flottille gemeinsam mit der 2. Schnellboot-Flottille einen erfolglosen Aufklärungsvorstoß.
Im Januar des Jahres 1945 verfügte die Flottille über acht Boote, die von Ijmuiden aus die alliierten Nachschubwege zwischen den Mündungen von Schelde und Themse operierten. Gemeinsam mit Booten der 4. S-Flottille griffen die Boote der 8. S-Flottille zur Mitte des Monats einen Konvoi im Seegebiet vor Margate an und versenkten ein Landungsschiff. Bis Ende des Monats konnten keine weiteren erfolgreichen Einsätze absolviert werden, was teils an der mittlerweile effizienten Luftüberwachung durch die gegnerischen Luftstreitkräfte, aber zum Großteil an der schlechten Wetterlage lag. Anfang Februar wurden die Bunkeranlagen der in Ijmuiden stationierten Flottillen mehrmals von "Tallboy"-Bomben getroffen. Da sich die Boote jedoch nicht in der Bunkeranlage befanden, sondern unter Tarnnetzen im gesamten Hafen verteilt lagen, wurde bei den Angriffen am 3., 8. und 10. Februar nur ein Schnellboot versenkt. In der ersten Hälfte des Februar verhinderte schlechtes Wetter erneut zunächst weitere Einsätze. Am 21. griffen Boote der 8. S-Flottille einen Verband von Landungsfahrzeugen an und versenkten eines davon. Ende des Monats wurde die 8. Schnellboot-Flottille aus Ijmuiden abgezogen. Es erfolgt bis Kriegsende der Einsatz in der Ostsee.
Im März 1945 erhielten einige Boote (u. a. S 302) eine Ausrüstung des neuen Funkmessgerätes FuMo81 Berlin S. Anfang April 1945 bescheinigt der Chef von 5/Skl den Erfolg des Einsatzes und hebt hervor, dass bei dichtem Nebel und hoher Fahrt Fahrzeuge rechtzeitig erfasst werden konnten.

#### Flottillenchefs
- November 1941 – Juli 1942: Kapitänleutnant Georg-Stuhr Christiansen, ehemaliger Schnellbootkommandant bei der 1. Schnellboot-Flottille und anschließend Chef der 1. Schnellboot-Flottille
- Dezember 1942 – Mai 1945: Korvettenkapitän/Kapitänleutnant Felix Zymalkowski

### 9. Schnellboot-Flottille

#### Geschichte
Die 9. Schnellboot-Flottille wurde im April 1943 aufgestellt. Von April 1943 bis April 1944 diente die Tsingtau als Begleitschiff. Das Flottillenzeichen war ein Banner mit einem Kreuz. Die Flottille wurde am 5. September 1944 in Rotterdam stationiert, von wo aus die drei verbliebenen Schnellboote vor der niederländischen und ostenglischen Küste operierten.
Mitte September 1944 liefen die Boote der Flottille gemeinsam mit den Booten der 10. Schnellboot-Flottille zu einer Minenunternehmung vor Cromer aus. Die anschließend geplanten Angriffe auf einen in diesem Seegebiet nordwärts laufenden alliierten Geleitzug konnten aufgrund der überlegenen gegnerischen Streitkräfte nicht durchgeführt werden. Angesichts dieser Erfolglosigkeit formulierte F.d.S. Rudolf Petersen einen kritischen Bericht, laut dem er die Einsatzmöglichkeiten der Schnellboote angesichts deutlicher britischer Luftüberlegenheit nicht mehr gewährleistet sähe – Petersens Ansicht nach fehlte das hierfür grundlegende Überraschungsmoment.
Im Mai 1944 wurde bei einem gemeinsam mit der 5. Schnellboot-Flottille durchgeführten Angriff auf einen Geleitzug, welcher u. a. durch die später durch ein Schiff der 2. S-Flottille versenkten La Combattante abgesichert wurde, S 144 und S 147 versenkt und weitere Boote der Flottille beschädigt.
Die Flottille griff bei der alliierten Landungsübung Exercise Tiger im April 1944 gemeinsam mit der 5. Schnellboot-Flottille in Lyme Bay die feindlichen Schiffe an. Dabei sanken zwei Panzerlandungsschiffe (LST 507 und LST 531) und mehrere wurden beschädigt. Dabei starben 197 Seeleute und 552 eingeschiffte Soldaten. Bei der Landung der Alliierten während der Operation Overlord kreuzte die Flottille gemeinsam mit der 5. Schnellboot-Flottille erst bei der Cotentin-Halbinsel. Später kam die Flottille, wieder gemeinsam mit der 5. Schnellboot-Flottille, aus Cherbourg, verloren einige Boote in einer zuvor gelegten Minensperre, konnte aber die Verteidigungslinien der alliierten Küstenstreitkräfte durchbrechen und versenkte zwei Landungsschiffe vor St. Vaast.
Im Januar 1945 war die Anzahl der einsatzbereiten Boote der Flottille auf acht Schnellboote angewachsen. Einsatzziel war die Störung der alliierten Nachschubrouten in Südengland, wo die Versorgungstransporte von der Themsemündung aus starteten, und der Mündung der Schelde durch Torpedoangriffe und Minenunternehmungen. Schweres Wetter und eine effiziente Luftüberwachung, die die Boote vom Moment des Auslaufens an erfasste und verfolgte, erschwerten diese Einsätze. Boote der Flottille waren am letzten Schnellbooteinsatz des Zweiten Weltkrieges am 13. April beteiligt. Während einer Minenlegung in der Scheldemündung entwickelte sich ein Gefecht mit britischen Schnellbooten und der Fregatte Ekins.

#### Flottillenchef
Von April 1943 bis Mai 1945 war der Korvettenkapitän Götz Freiherr von Mirbach, ehemaliger Kommandant von S 48 bei der 4. Schnellboot-Flottille, davor von S 21 bei der 1. Schnellboot-Flottille, Flottillenchef der 9. Schnellboot-Flottille.

### 10. Schnellboot-Flottille

#### Geschichte
Im März 1944 wurde die 10. Schnellboot-Flottille in der Ostsee aufgestellt und operierte über ihr Bestehen in der Nordsee und dem englischen Kanal bei Hoofden.
Mitte August 1944 wurden sechs Boote der Flottille auf dem Weg zu einer Minenunternehmung vor Margate von britischen Seestreitkräften – einem Zerstörer und mehreren Schnellbooten – gestellt und in ein Gefecht verwickelt. Es wurden Treffer bei den gegnerischen Booten beobachtet, aber auch vier deutsche Boote wurden beschädigt und die Unternehmung musste nach Verlegung von nur einer Mine abgebrochen werden. Zwei Tage später folgte in der Nacht vom 15. auf den 16. August eine weitere Minenunternehmung auf der alliierten Konvoiroute an der englischen Westküste – hierbei gelang es, Magnetminen zu verlegen, allerdings wurden diese an der falschen Stelle positioniert. In der Nacht vom 17. auf den 18. August erfolgte ein erneuter Einsatz vor Margate. Wieder entspann sich ein Gefecht mit britischen Patrouillen und auch diese Unternehmung musste abgebrochen werden.
Die Boote führten kein Wappen und keine Kennung.

#### Flottillenchefs
- März 1944 – September 1944: Kapitänleutnant Karl Müller
- September 1944 – Mai 1945: Kapitänleutnant Dietrich Bludau

### 11. Schnellboot-Flottille

#### Geschichte
Die 11. Schnellboot-Flottille wurde insgesamt dreimal aufgestellt. 1942 wurde durch die italienische Marine mehrere MAS-Boote, welche die IV. italienische U-Bootjagd-Flottille bildeten, in das Schwarze Meer verlegt. Im Mai 1943 gingen sieben davon, drei weitere MAS-Boote waren vorher versenkt worden, in die neue 11. Schnellboot-Flottille über. Die Unterstellung der Flottille erfolgte gemeinsam mit der 1. Schnellboot-Flottille unter den Admiral Schwarzes Meer. Von August bis Oktober 1943 wurden die Schnellboote dann an die rumänische Marine übergeben und die Flottille aufgelöst.
Das zweite Mal wurde die 11. Schnellboot-Flottille im Mai 1944 in Sassnitz aufgestellt, aber bereits im Juni 1944 wurde aufgrund der Zerstörung der 5. Schnellboot-Flottille die Aufstellung aufgehoben. Die bereits aufgestellten Teile wurden für die Neuaufstellung der 5. Schnellboot-Flottille herangezogen.
Von September 1944 bis Kriegsende bestand die Flottille ein drittes Mal. Sie bekam nur zwei Schnellboote zugewiesen und blieb ohne Einsatz.

#### Flottillenchefs
- Mai 1943 – Oktober 1943: Kapitänleutnant Hans-Jürgen Meyer, ehemaliger Schnellbootkommandant und anschließend Chef der 24. Schnellboot-Flottille
- Mai 1944 – Juni 1944: vorgesehen war Kapitänleutnant Hermann Holzapfel, anschließend Chef der 5. Schnellboot-Flottille
- Oktober 1944 – April 1945: Kapitänleutnant Nicolai von Stempel, ehemaliger Kommandant von S 80

### 21. Schnellboot-Flottille

#### Geschichte
Die 21. Schnellboot-Flottille wurde im September 1943 in Eckernförde aufgestellt. Sie unterstand der 1. Schnellboot-Division. Ihre sechs sogenannten LS-Boote (Leichtes Schnellboot) wurden nach Anfahrt über den Rhein im Frühjahr 1944 von Friedrichshafen per Bahntransport ins Mittelmeer verlegt. Die erste Einsatzbasis war Korfu, später Piräus. Im Oktober 1944 wurde die 21. S-Flottille aufgelöst.
Ein Flottillenwappen oder eine anderweitige, flottillenspezifische Kennung der Boote wurde nicht vergeben.

#### Flottillenchefs
- September 1943 – Februar 1944: Kapitänleutnant Siegfried Wuppermann, ab Dezember 1943 zugleich Chef der 22. S-Flottille, später Chef der 1. Schnellboot-Division
- März 1944 – Oktober 1944: Kapitänleutnant Ludwig Graser

### 22. Schnellboot-Flottille

#### Geschichte
Die 22. Schnellboot-Flottille wurde im Dezember 1943 in Surendorf bei Eckernförde aufgestellt. Sie unterstand der 1. Schnellboot-Division und bestand aus acht sogenannten KS-Booten (Küstenschnellboote).
Nach einer Grundausbildung der Besatzungen wurden im Mai 1944 per Bahntransport nach Lignano in Italien verlegt. Dort wurden durch die 22. S-Flottille kroatische Besatzungen ausgebildet, ohne dass die Flottille unter deutscher Besatzung zum Einsatz kam.
Nachdem die Boote im Oktober 1944 an Kroatien übergeben und nach Fiume verlegt worden waren, wurde die 22. S-Flottille aufgelöst.
Ein Flottillenwappen oder eine anderweitige, flottillenspezifische Kennung der Boote wurde nicht vergeben.

#### Flottillenchefs
- Dezember 1943 – Februar 1944: Kapitänleutnant Siegfried Wuppermann, zugleich Chef der 21. S-Flottille, anschließend Chef der 1. Schnellboot-Division
- Februar 1944 – Oktober 1944: Kapitänleutnant Friedrich Hüsig

### 24. Schnellboot-Flottille

#### Geschichte
Die 24. Schnellboot-Flottille wurde am 1. November 1943 in Piräus für den Einsatz in der Ägäis aufgestellt und der 1. Schnellboot-Division unterstellt.
Sie bestand aus elf italienischen Booten, die beim Übergang Italiens an die Alliierten in deutsche Hände gefallen waren. Hinzu kamen fünf ehemals jugoslawische Boote (S 601 bis S 605). Der Zustand der Boote war katastrophal, sodass die Flottille in der Folge kaum einsatzfähig war.
Bei der Räumung Griechenlands verlegte die Flottille in die Adria, wo sie im Oktober 1944 aufgelöst wurde. Die verbliebenen Boote wurden der 3. Schnellboot-Flottille als 3. Gruppe zugeteilt.
Ein Flottillenwappen oder eine anderweitige, flottillenspezifische Kennung der Boote wurde nicht vergeben.

#### Flottillenchef
- November 1943 – Oktober 1944: Kapitänleutnant Hans-Jürgen Meyer, vormals Chef der 11. Schnellboot-Flottille

### Schnellboot-Schulflottille

#### Geschichte
Die Schnellboot-Schulflottille wurde im Juli 1942 in Swinemünde aufgestellt. Ab Juni 1943 war die Tanga Begleitschiff der Flottille und im September 1943 kam die Carl Peters dazu. Anfang November 1943 wurde die Schnellboot-Schulflottille zur Schnellboot-Lehrdivision erweitert.

#### Flottillenchef
- Korvettenkapitän Hermann Opdenhoff bis 25. Januar 1943 mit Wahrnehmung der Geschäfte beauftragt, anschließend Chef der 2. Schnellboot-Flottille

## Schnellboot-Lehrdivision

### Geschichte
Die Schnellboot-Lehrdivision wurde Anfang November 1943 aus der Schnellboot-Schulflottille in Swinemünde aufgestellt. Später wurde die Division nach Svendborg verlegt. Als Begleitschiffe waren von Dezember 1943 bis Juli 1944 die Hermann von Wißmann und die im März 1944 beschlagnahmte Buea der Flottille zugewiesen.
1945 wurden die 1. Schnellboot-Schulflottille und die 2. Schnellboot-Schulflottille an die Front geschickt, wobei die 3. Schnellboot-Schulflottille weiterhin für die Ausbildung eingesetzt wurde. Teile der Schnellboot-Lehrdivision nahmen an den Kämpfen und der Evakuierungen des Kurland-Kessels als Teil der sogenannten Kurland-Flottille teil.
Ab März 1945 existierte ein Marine-Schützen-Bataillon 1011, welches aus der Abteilung I unter dem Kommando von Kapitänleutnant Gerhard Meyering gebildet worden war.

### Gliederung
Insgesamt bestand die Division aus zwei Abteilungen und drei Schulflottillen:
- Abteilung I (Swinemünde-Eichstaden): ab November 1943, Abteilungschef Kapitänleutnant Gerhard Meyering
- Abteilung II (Kaseburg): ab Juni 1944
- 1. Schnellboot-Schulflottille: ab November 1943 mit Adolf Lüderitz als Begleitschiff, ab Dezember 1944 vor der norwegischen Küste eingesetzt
- 2. Schnellboot-Schulflottille: ab April 1944 mit Tsingtau als Begleitschiff und dem S 64 als ein Schnellboot der Flottille, Flottillenchef Kapitänleutnant Hans-Helmut Klose
- 3. Schnellboot-Schulflottille: ab Juni 1944 mit Carl Peters als Begleitschiff, ging Anfang 1945 nach Svendborg und war zu Kriegsende in der Geltinger Bucht, u. a. S 122 dienten im November 1944 als Versuchsträger für das neueFunkmessgerätes FuMo81 Berlin.

### Chefs
- November 1943 – Februar 1944: Korvettenkapitän Hermann Opdenhoff, anschließend Chef der 2. Schnellboot-Flottille
- Februar 1944 – Mai 1945: Korvettenkapitän Klaus Feldt, vormals Chef der 2. Schnellboot-Flottille

## Kurland-Flottille

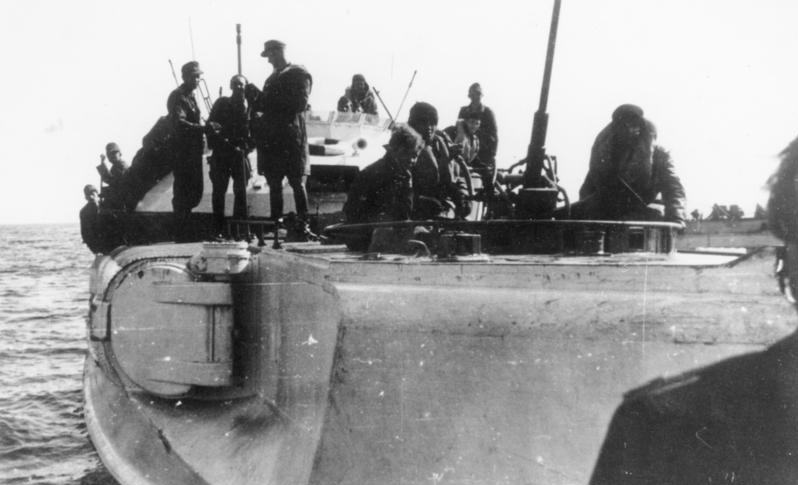
Transport der letzten Truppen aus Libau mit Schnellbooten, 8. Mai 1945

### Geschichte
Die sogenannte Kurland-Flottille war ein Zusammenschluss von Flottillen, welche zu Kriegsende im Kurland-Kessel kämpften und für die Evakuierung von Soldaten aus diesem eingesetzt wurden.

### Gliederung
- 1. Schnellboot-Flottille mit acht Booten
- 5. Schnellboot-Flottille mit acht Booten
- 2. Schnellboot-Schulflottille mit acht Booten und dem Begleitschiff Tsingtau

Nach der letzten Musterung der S-Boote durch den F.d.S. Rudolf Petersen am 8. Mai 1945 erließ der Chef des Stabs, Fregattenkapitän Herbert Max Schultz, den Befehl für den nächsten Tag eine Flaggenparade für die Kurland-Flottille durchzuführen. Mitte Mai 1945 wurden die Schnellbootverbände der Kriegsmarine durch den F.d.S. dann außer Dienst gestellt.

## Ehrungen und Auszeichnungen

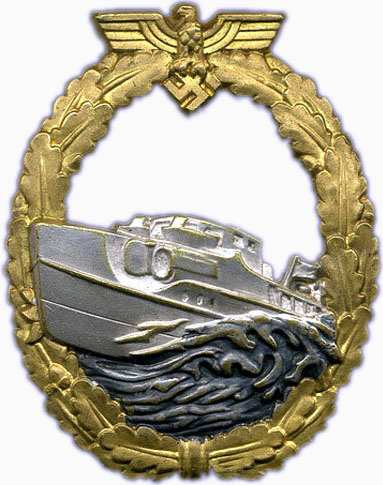
Schnellboot-Kriegsabzeichen der ersten Form

Ab Ende Mai 1941 konnten Schnellboot-Besatzungen mit dem Schnellboot-Kriegsabzeichen, welches ab Mitte November 1942 auch mit Brillanten vergeben wurde, ausgezeichnet werden.
Im November 1942 wurde Kapitänleutnant Werner Töniges als erster Soldat der Schnellboote mit dem Eichenlaub zum Ritterkreuz des Eisernen Kreuzes ausgezeichnet.
Zum Heldengedenktag wurde am 21. März 1943 durch die Deutsche Reichspost eine 50+50-Pfennig-Briefmarke mit einem Schnellboot der Baureihe S 14 bis S 17 aufgelegt.
Ein Jahr später kam zum gleichen Anlass am 11. März 1944 eine 16+10 Pfennig Briefmarke mit einem Schnellboot der Baureihe S 26 bis S 29 hinzu.
Siehe auch: Liste der Träger des Ritterkreuzes des Eisernen Kreuzes der Schnellbootwaffe